# The Jordanaires
The Jordanaires var en amerikansk sånggrupp, grundad 1948 i Springfield, Missouri, mest kända som körsångare åt Elvis Presley. De hade själva en hit med "Dont Be Cruel". De har också arbetat med artister som Patsy Cline och Don McLean. Gruppen valdes in i Country Music Hall of Fame 2001. De har också samarbetat med Vikingarna.

## Gruppmedlemmar
Första tenor
- Bill Matthews (1948–51)
- Gordon Stoker (1949-2013), död 27 mars 2013
- Don Bruce (1952–53)

Andra tenor
- Bob Hubbard (1948–52)
- Neal Matthews (1953–2000), död 21 april 2000
- Curtis Young (2000-2013)

Bariton
- Monty Matthews (1948–52)
- Hoyt Hawkins (1952–82), död 1982
- Duane West (1982–99), död 23 juni 2002
- Louis Nunley (1999-2012)

Bas
- Culley Holt (1948–54)
- Hugh Jarrett (1954–58), död 31 maj 2008
- Ray Walker (1958-2013)

Piano
- Bob Money (1948–49; 1952)
- Gordon Stoker (1949–51)

### Fotnoter
1. ↑  Linda Hjertén (22 januari 2004). ”Vikingarna tar farväl av fansen”. Aftonbladet. http://www.aftonbladet.se/nojesbladet/musik/article10427694.ab. Läst 14 december 2016.